# Arbeitsmigranten in Katar

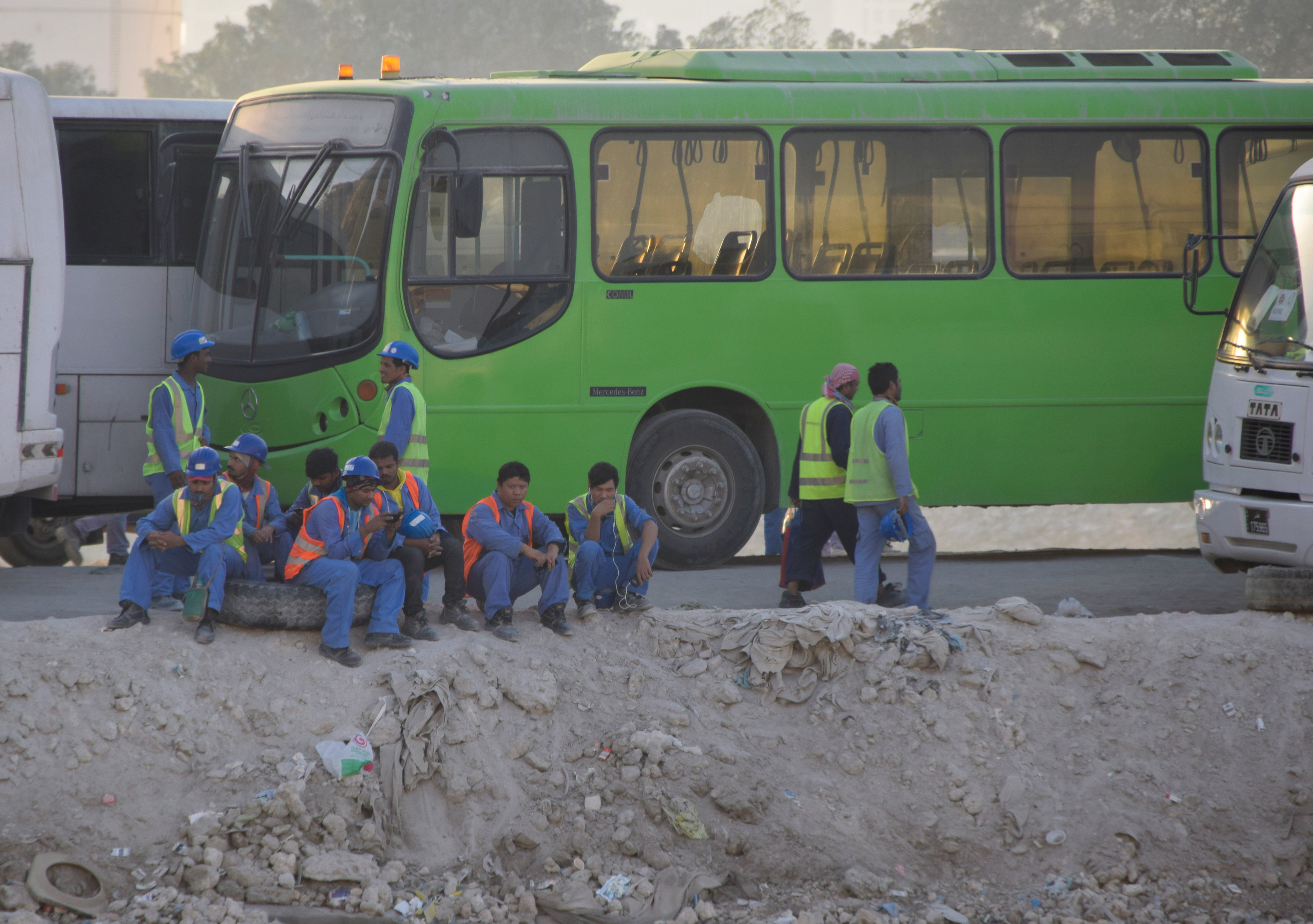
Arbeitsmigranten in Doha, 2018

Arbeitsmigranten in Katar sind Menschen, welche nicht die katarische Staatsbürgerschaft besitzen und für einen gewissen Zeitraum im Emirat Katar arbeiten. Nach UN-Angaben hat Katar die höchste Quote an Arbeitsmigranten der Welt. Auf die gesamte Bevölkerung bezogen, sind etwa 88 % der Einwohner (2,2 Millionen Menschen) ausländischer Herkunft. Die überwiegende Mehrheit dieser Ausländer sind Arbeitsmigranten, der Rest sind ihre Angehörigen.
Die Arbeits- und Lebenssituation vieler Gastarbeiter aus Süd- und Südostasien und Afrika ist oft menschenunwürdig und führen häufig zu moderner Sklaverei.

## Arbeitsmarkt in Katar
Das rohstoffreiche Golfemirat Katar verfügt über zu wenig Arbeitskräfte im Dienstleistungsgewerbe und im Baugewerbe. Von den 230.000 gebürtigen Katarern sind 45.000 Männer und 25.000 Frauen im Arbeitsleben aktiv. Die meisten davon sind beim Katarischen Staat beschäftigt. Im September 2011, während des Arabischen Frühlings, wurde für sämtliche Staatsbeschäftigten das Gehalt um 60 Prozent erhöht. Lehrer beginnen mit einem Einstiegsgehalt von 9000 Euro im Monat (2013).
Manuelle Arbeit ist von den katarischen Einheimischen verpönt. Arbeitsmigranten aus Süd- und Südostasien und Afrika arbeiten meistens im Niedriglohn- und Dienstleistungssektor, sie bauten beispielsweise die Stadien für die Fußballweltmeisterschaft 2022. Arbeitsmigranten aus Europa oder anderen arabischen Ländern arbeiten oft als Fachleute wie Architekten, Ingenieure oder Buchhalter. Im Dienstleistungssektor sind alle Nationalitäten vertreten.
Arbeitsmigranten aus Süd- und Südostasien und Afrika arbeiten zwar oft im Niedriglohn- und Dienstleistungssektor. Dies ist jedoch nicht immer der Fall und Arbeitsmigranten aus diesen Ländern sind in allen Sektoren in Katar zu finden, auch in Jobs mit mittlerem bis hohem Einkommen. Manchmal leben sie auch mit ihren Familien in Katar.

## Herkunftsländer
Die meisten Arbeitsmigranten und Arbeitsmigrantinnen kommen aus Bangladesch, Indien, Nepal, Philippinen und Pakistan. Weitere kommen aus Ostafrika, der arabischen Welt und dem Westen. Im Bausektor oder Berufen mit viel körperlicher Arbeit arbeiten fast ausschließlich Männer, als Hausangestellte und im Servicebereich auch viele Frauen in Katar. Die Hausangestellten kommen hauptsächlich aus Südostasien wie den Philippinen, oder aus Südasien und Ostafrika. Arbeitsstellen mit mittlerem bis hohem Einkommen werden öfters von Ausländern mit arabischem oder westlichem Hintergrund angenommen.
Nur etwa 10,5 % der Bevölkerung von Katar (333.000 Personen) ist einheimisch (Stand 2019). Die Mehrheit der Ausländer, etwa 56 % der Bevölkerung, stammt aus Indien, Bangladesch, Nepal, Pakistan oder Sri Lanka. Nichtkatarische Araber machen ebenfalls einen bedeutenden Teil der Bevölkerung aus, darunter 300.000 (9,35 %) Ägypter, 60.000 (1,9 %) Sudanesen, und die syrische, jordanische und libanesische Diaspora haben jeweils etwa 40.000 bis 55.000 Migranten, also zusammen rund 5 % der Bevölkerung. Einwanderer aus Nordamerika und Europa bilden ebenfalls eine bedeutende Minderheit, darunter 40.000 (1,25 %) Amerikaner, 22.000 (0,7 %) Briten und 1.800 Deutsche. Die große Gemeinschaft der Filipinos in Katar umfasst 236.000 Menschen, also 7,35 % der Gesamtbevölkerung. Es wohnen auch etwa 10.000 Türken in Katar. Die restlichen 10  bis 15 % der Bevölkerung kommt aus der ganzen Welt.
Das Klassensystem in Katar wurde von vielen Analysten als diskriminierend und rassistisch beschrieben, da in Katar oft die Nationalität einer Person ihren sozialen Status bestimmt. Katarer, Europäer und Westler bilden normalerweise den wohlhabenden Teil der Gesellschaft, während Süd- und Südostasiaten und Afrikaner in der Regel arm sind und nicht-katarische Araber wie Ägypter normalerweise in der Mitte stehen.
In Katar gibt es viele Privatschulen, die den Lehrplan der Herkunftsländer der Migranten unterrichten, darunter auch die Deutsche Internationale Schule Doha. Jedoch haben manche Eltern aus armen Entwicklungsländern aufgrund der Schulgebühren Schwierigkeiten, eine angemessene Schule für ihre Kinder zu finden. Laut UN-Sonderberichterstatter Boly Barry konnten rund 4.000 Migrantenkinder die High-School-Gebühren nicht aufbringen und deshalb nicht zur Schule gehen. Auf Privatschulen, die hauptsächlich von Migrantenkindern besucht werden, gehen laut amtlicher Statistik 196.000 Schüler, während 122.000 Kinder im staatlichen Sektor unterrichtet werden.

## Arbeitgeber
Mit Stand Oktober 2020 arbeiten etwa 173.000 Arbeitsmigrantinnen als Hausangestellte, die Hälfte davon in Privathaushalten.
Viele der männlichen Arbeitsmigranten in Katar arbeiten für eine Reihe von Bau-Konsortien. Durch den Bericht des Guardian 2013 wurde die Lusail Real Estate Development Company bekannt, die im Auftrag des Organisationskomitees der WM „Q22“ Stadien und Infrastrukturen für die Meisterschaft baut. Die Firma dementierte den Guardian-Bericht und gab an, Subunternehmern Anweisungen zum korrekten Umgang mit ihren Arbeitern zu geben.
Der Essener Baukonzern Hochtief ist ein wichtiger Subunternehmer von Qatari Diar und Lusail Real Estate Development Company. Hochtief bezeichnet die Kooperation als „einmalige Möglichkeit ihre Expertise und eine große Bandbreite an Baudienstleistungen […] von der Planung bis zur Ausführung bei den Hauptprojekten der Firmen einzubringen […]“

## Vertragsbedingungen, Lohnpolitik und Arbeitsbedingungen
Im August 2020 legte das Emirat Katar einen monatlichen Mindestlohn in Höhe von 1000 Riyal (etwa 230 Euro) für Arbeitsmigranten fest. Vorher verfügte Katar über keinen Mindestlohn für Arbeitsmigranten. Gab es vor der Einrichtung des Mindestlohns keinen Straftatbestand von sittenwidrigen Löhnen, sollen Arbeitgeber, die nach den Reformen im August 2020 den Lohn schuldig bleiben, härter bestraft werden. Außerdem ist es Arbeitsmigranten und Arbeitsmigrantinnen seit der Reform erlaubt, ohne Zustimmung des Arbeitgebers den Job zu wechseln. Eine gesetzliche Krankenversicherungspflicht für Arbeitsmigranten gab es zunächst jedoch nicht. Diese wurde aber Ende 2021 schließlich per Gesetz verabschiedet und soll 6 Monate nach Verkündung in Kraft treten.
Bis zu den Reformen erlaubte das sogenannte Kafala-System den Firmen, ihren Angestellten den Wechsel des Arbeitgebers oder das Verlassen des Landes zu verbieten. So zogen Arbeitgeber teilweise die Pässe ihrer Angestellten ein und händigten sie erst bei Vertragsende wieder aus. Einheimische Unternehmer reichten Gastarbeiter nach Belieben an andere Firmen weiter und mussten dazu nicht deren Einverständnis einholen. Laut Aussage von Amnesty International aus dem Jahr 2013 erhalten viele Arbeiter „oft monatelang keinen Lohn und werden trotzdem zur Arbeit gezwungen, indem man ihnen mit einem kompletten Lohnausfall oder der Abschiebung droht.“ Ein Wanderarbeiter aus Nepal berichtete dem Guardian, er bekäme 250 US-Dollar Lohn im Monat und man habe ihn mit dem Versprechen auf einen höheren Lohn nach Katar gelockt. Vertragsabschlüsse, Entgeltfortzahlungen und beiderseitige Kündigungen der Arbeitsverhältnisse sind in Katar klar geregelt: Im Falle eines Arbeitsunfalls ist der Arbeitgeber dazu verpflichtet, den Arbeiter über sechs Monate hinweg voll zu bezahlen, und daraufhin die Hälfte des Lohns bis zur vollständigen Genesung oder der Feststellung der dauerhaften Arbeitsunfähigkeit. Sämtliche Behandlungskosten müssen ebenso vom Arbeitgeber übernommen werden und wenn eine Arbeitsunfähigkeit festgestellt wird, muss der Arbeiter dafür entschädigt werden. Doch an diese Regelungen halten sich viele Arbeitgeber nicht. Selbst in medizinischen Notfällen kümmert sich oft niemand um die Arbeiter. Ähnlich sieht es bei Kündigungen aus: Die Gründe dafür vonseiten des Arbeiters erstrecken sich offiziell von der Verletzung vertraglicher oder gesetzlicher Pflichten durch den Arbeitgeber bis hin zu arglistig vom Arbeitgeber verschwiegenen, arbeitsplatzspezifischen Gefahren. Es werden kaum Kündigungen eingereicht, denn die Arbeiter fürchten die Ausweisung aus dem Land oder Verhaftung wegen fehlender Ausweispapiere. Zudem könnten sie ausstehende Lohnzahlungen verlieren. Auf internationalen Druck hin richtete Katar zum Jahreswechsel 2017/18 Schlichtungsstellen ein und bestimmte, dass ein staatlicher Unterstützungsfonds einspringen müsse, wenn eine Firma Konkurs anmeldet und daher ausstehende Gehälter nicht auszahlt. Jedoch sind die Stellen (Stand September 2019) personell schwach besetzt und nach erfolgreichen Beschwerden muss das Geld noch auf zivilrechtlichem Weg eingeklagt werden. Nach Auskunft von Amnesty International hatte bis September 2019 noch keiner der 1620 von Amnesty verfolgten Beschwerdeführer Geld von dem Fonds erhalten.
Trotz der Reformen im August 2020: Nach im Jahr 2020 vorgenommenen Befragungen von 105 weiblichen Hausangestellten durch Amnesty International, sind diese häufig Misshandlungen, Erniedrigung und härtesten Arbeitsbedingungen ausgesetzt. Etwa 85 Prozent der Frauen erklärten, selten oder nie freie Tage zu bekommen, und dass Arbeitgeber ihre Pässe einbehalten würden. Viele erklärten auch, dass sie spät oder gar nicht bezahlt würden. Neben den sehr schlechten Arbeitsbedingungen berichten die Frauen von verbalem oder körperlichem Missbrauch und Erniedrigung. Zwei Dutzend Frauen gaben an, kein angemessenes Essen oder nur Essensreste zu erhalten, auf dem Boden schlafen zu müssen oder dass ihnen medizinische Versorgung verweigert würde. Andere berichteten, geschlagen, sexuell missbraucht oder sogar vergewaltigt worden zu sein. Die katarische Regierung setzt die Reformen nicht stringent um. Zudem herrscht eine „Kultur der Straflosigkeit“: Arbeitgeber müssen keine Konsequenzen für Verstöße fürchten. Dadurch kommt es immer wieder zu Rückschritten hinsichtlich des Arbeitsrechts.
Nachdem 60 Gastarbeiter gegen (bis zu sieben Monaten) ausbleibende Lohnzahlungen protestiert hatten, wurde im August 2022 berichtet, dass diese festgenommen und teils abgeschoben wurden. Die katarische Regierung räumte ein, dass ein Unternehmen (Bandary International) den Gastarbeitern Gehälter nicht zahlte und erklärte, dass das katarische Arbeitsministerium stattdessen „alle verzögerten Gehälter und Leistungen“ zahlen werde und dass der Staat Ermittlungen gegen jenes Unternehmen aufgenommen habe.
Nach Angaben der Internationalen Arbeitsorganisation (ILO) gab es bei den Arbeiterrechten in Katar in den Jahren von 2017 und 2022 „enorme Fortschritte“. Gastarbeiter bräuchten keine Erlaubnis ihres Arbeitgebers mehr, um das Land zu verlassen. Außerdem könnten Gastarbeiter den Arbeitgeber wechseln, ohne auf das Einverständnis des vorherigen Arbeitgebers angewiesen zu sein. ILO verwies darauf, dass sich diese Justizreformen in der Praxis durchgesetzt haben. So haben seit dem Jahr 2020 insgesamt 350.000 Gastarbeiter ihren Job gewechselt. „Arbeiter können nun bessere Bedingungen für sich aushandeln.“ Von der Einführung des monatlichen Mindestlohns von 1000 Qatar Riyal (umgerechnet etwa 270 Euro) hätten nach ILO 270.000 Gastarbeiter, unabhängig von Geschlecht und Berufsgruppe, „profitiert“. Das sei in jener Region der Welt „bislang einzigartig“. Eine Mindestlohnkommission werde laut ILO den Satz „künftig regelmäßig überprüfen“. Nach Angaben von ILO sind die Reformen „im Sinne der nationalen Vision 2030, die Katar ausgerufen hat, um die eigene Wirtschaft zu stärken“. Die katarische Regierung hat die ILO gebeten, ein dauerhaftes Büro in Katar einzurichten.

## Arbeitssicherheit und Todesfälle
In Katar starben im Jahr 2012 rund 200 Arbeiter aus Nepal, viele an Herzversagen angeblich nach extrem langen Schichten in der sommerlichen Hitze oder durch schwere Arbeitsunfälle. Bei Beschäftigten aus Indien, Bangladesch und Sri Lanka liegen die Zahlen in ähnlicher Höhe. Mehr als 1.000 Arbeiter wurden innerhalb eines Jahres (2012) auf den Baustellen verletzt.
Allein zwischen dem 4. Juni und dem 8. August 2013 sind laut Guardian 44 Gastarbeiter ums Leben gekommen, die Hälfte davon aufgrund von Herzversagen oder bei Arbeitsunfällen, die angeblich auf die brutalen Arbeitsbedingungen auf den Baustellen zurückzuführen seien. Nach Recherchen des Guardian wird Arbeitern auf den Baustellen zum Teil Wasser zum Trinken und zur Abkühlung verweigert, ebenso die Nahrungsaufnahme, dabei herrschen im Sommer in Katar Temperaturen um 50 °C.
Eine 2019 erschienene Studie von Kardiologen und Klimaforschern untersuchte den Tod von 1300 nepalesischen Arbeitern im Zeitraum 2009 bis 2017 im Zusammenhang mit den steigenden Temperaturen. Obwohl junge Männer normalerweise eine niedrige Inzidenz für Herzinfarkt haben, war Herzinfarkt bei 571 Fällen die Todesursache. Viele Todesfälle hätten mit ausreichenden Hitzeschutzmaßnahmen verhindert werden können.
In einer Sonderbeilage des Amnesty Journals (04–05/2014) wird unter Berufung auf Informationen aus der indischen Botschaft darüber berichtet, dass mehr als 450 Inder in den Jahren 2012 und 2013 angeblich auf Katars Baustellen ums Leben gekommen seien. Wie viele Gastarbeiter insgesamt umgekommen seien, könne nicht genau beziffert werden, da behördlicherseits vor Ort niemand die Todesfälle unter den Arbeitsmigranten aus Pakistan, Sri Lanka, Bangladesch, den Philippinen und weiteren Ländern Südostasiens erfasst habe. Der Bericht weist außerdem darauf hin, dass viele Gastarbeiter auf die Auszahlung ihres Lohnes warten und deshalb betteln gehen müssen, um sich mit Nahrung zu versorgen. Arbeitsmigranten berichten immer wieder darüber von den Vorgesetzten geschlagen und getreten zu werden. Aufgrund der gängigen Praxis der Arbeitgeber die Pässe von Arbeitsmigranten unter Verschluss zu halten, ist es für die Betroffenen schwer sich diesen Drangsalierungen durch einen Arbeitsplatzwechsel zu entziehen.
Nach im Februar 2021 erschienenen Recherchen des Guardian starben seit der Entscheidung über den Austragungsort der Fußballweltmeisterschaft 2022 (d. h. im Zeitraum von 2011 bis Herbst 2020) mindestens 6750 Arbeitsmigranten aus Indien, Bangladesch, Nepal, Pakistan und Sri Lanka in Katar. Die Anzahl verstorbener Arbeitsmigranten aus den Philippinen und Kenia, die ebenfalls eine große Anzahl von Arbeitsmigranten stellen, sind in den Rechercheergebnissen nicht enthalten. Die prozentuale Verteilung der Todesursachen unterscheiden nach Herkunftsland. Jedoch war laut den staatlichen Statistiken der entsprechenden Herkunftsländer eine natürliche Todesursache die mit Abstand häufigste Begründung. Tatsächlich wurden/werden gestorbene Wanderarbeiter, deren Todesursache unklar ist, in Katar allerdings nicht obduziert. Verkehrsunfälle, Arbeitsunfälle, Suizide und Krankheiten sind als weitere Todesumstände genannt worden. Die Regierung von Katar gab zu Protokoll, dass die Zahl der Todesfälle – die sie nicht bestreitet – bei knapp zwei Millionen Arbeitsmigranten verhältnismäßig sei. Sheikh Thamer bin Hamad Al Thani, stellvertretender Direktor für Medienangelegenheiten des Regierungskommunikationsamtes, sagte in einem Interview mit der französischen Zeitung Le Figaro, dass „zu den Expatriates aus diesen Ländern gehören auch Studenten, ältere Menschen und Angestellte in Büros, Einzelhandelsgeschäften, Schulen und Krankenhäuser. Katar hat über 1,4 Millionen Expatriates aus diesen Ländern. Nur 20 % von ihnen sind als Arbeiter im Bausektor beschäftigt, der weniger als 10 % aller Todesfälle zwischen 2014 und 2019 ausmacht“. In Deutschland liegt die Zahl der Todesfälle für 1,4 Millionen Männer in der Altersgruppe 20-30 in einem Zeitraum von 10 Jahren bei etwa 5.600, also 1.150 Tote weniger als die Statistik der Guardian zu Katar. Organisationen wie Amnesty International argumentieren auch, dass viele der Migranten, die zum Arbeiten nach Katar kommen, nicht nur jung und männlich, sondern auch gesund sind. Darüber hinaus veröffentlichte Amnesty International im August 2021 einen Bericht, dass 15.000 Nicht-Katarer in Katar zwischen 2010 und 2019 gestorben sind, wobei 70 % der Fälle nicht richtig aufgeklärt wurden. Es ist aber  nicht bekannt, wie viele dieser Todesfälle im Zusammenhang mit dem Bau von WM-Infrastrukturprojekten standen. Nach unüberprüften Angaben des WM-Organisationskomitees in Katar seien bis Februar 2021 37 Stadionbauarbeiter gestorben, von denen drei arbeitsbedingt waren. Es besteht jedoch Zweifel am Wahrheitsgehalt der Behauptung des Komitees. Katar baute auch andere Infrastruktur im Zusammenhang mit der WM, darunter einen neuen Flughafen, ein neues U-Bahn-System, eine Reihe neuer Straßen, etwa 100 neuen Hotels und eine ganz neue Stadt rund um ein Stadion. Hassan al-Thawadi, Generalsekretär des WM-Organisationskomitees in Katar, gab in einem Interview mit dem britischen TV-Sender Talk TV zu, dass bei Arbeiten für die WM-Infrastrukturprojekten nicht nur einige wenige, sondern „zwischen 400 und 500“ Arbeitsmigranten gestorben seien, eine genaue Zahl „wisse er nicht“.
Katja Müller-Fahlbusch, Expertin für die Region Naher Osten und Nordafrika bei Amnesty International in Deutschland, fordert: „Katar muss mithilfe von Spezialist_innen jeden Todesfall unter Arbeitnehmer_innen ordnungsgemäß untersuchen und sicherstellen, dass in allen Fällen, in denen Arbeitsmigranten extremer Hitze ausgesetzt waren und keine andere Todesursache festgestellt werden konnte, eine Entschädigung gezahlt wird. Katar ist eines der reichsten Länder der Welt – es kann es sich nicht nur leisten, verantwortlich zu agieren, sondern hat auch die Pflicht dazu.“ Sie meinte auch „wenn relativ junge und gesunde Männer nach vielen Arbeitsstunden in extremer Hitze plötzlich sterben, wirft dies ernste Fragen über die Arbeitsbedingungen in Katar auf. Wir fordern die katarischen Behörden auf, alle Todesfälle von Arbeitsmigrant_innen umfassend zu untersuchen. Wenn Arbeiter gefährlichen Bedingungen wie extremer Hitze ausgesetzt waren, muss Katar unverzüglich Maßnahmen ergreifen, um den Schutz von aktuell Beschäftigten zu verbessern. Den Tod von Arbeitsmigrant_innen nicht zu untersuchen und dies sogar zu verhindern, ist ein Verstoß gegen die Verpflichtung Katars, das Recht auf Leben zu wahren und zu schützen.“ Außerdem berichtete Amnesty International im Herbst 2021, dass die Einhaltung der neuen Arbeitsschutzbestimmungen ungenügend kontrolliert wird, während Praktiken wie die enge Bindung an den Arbeitgeber und die stark eingeschränkte Möglichkeit des Arbeitsplatzwechsels weiter bestehen bzw. wieder zunehmen.

## FIFA-Fußballweltmeisterschaft 2022
Bis zur Fußball-WM 2022 entstanden in Katar Bauwerke für rund 900 Milliarden Katar-Riyal (ca. 185 Milliarden Euro). Vor allem wurden Stadien gebaut, aber auch Schienen und Straßen, Shopping-Malls und Wolkenkratzer. Diese Projekte wurden von Baukonzernen aus China, Saudi-Arabien und aus Europa (Hochtief u. a.) ausgeführt.
Bereits im Juni 2012 lancierte die Bau- und Holzarbeiter-Internationale (BHI) anlässlich der Internationalen Arbeitskonferenz zusammen mit den Global Unions die Kampagne „Ohne uns“. Dabei wies sie auf Arbeitsmigranten in verschiedenen Sektoren, darunter im Baugewerbe hin. Auf Plakaten kritisierte die BHI den Mangel an Gewerkschaftsrechten und Rechten für Arbeitsmigranten in Katar. Die BHI rief zu einer Kampagne „Kein Weltcup im Jahre 2022 ohne Rechte für Arbeitsmigranten/innen“ auf. Sie bat alle Gewerkschaftsmitglieder und Verbündeten, der Kampagne beizutreten und alle Sitze des al-Rayyan-Stadions in Doha zu besetzen.
Die Vereinten Nationen forderten Katar am 10. November 2013 mit Blick auf die Fußballweltmeisterschaft 2022 auf, die Lage der Arbeitsmigranten zu verbessern. „Bei vielen Einwanderern werden an ihren Arbeitsplätzen die Menschenrechte verletzt, manche erhalten ihren Lohn nicht, oder ihnen wird weniger gezahlt als vereinbart“, sagte der UN-Sonderberichterstatter für die Rechte von Migranten, François Crépeau.
Am 17. November 2013 berichtet die Menschenrechtsorganisation Amnesty International (AI) nach einer Untersuchung der Arbeitsbedingungen in Katar von einer systematischen Ausbeutung von Gastarbeitern in der Baubranche und Fällen von Zwangsarbeit. Amnesty legte darüber einen 153-seitigen Bericht vor. Außerdem wurde eine internationale Petition an die Verantwortlichen in Katar gestartet. Bereits vor dem Meldung der AI wurde über die Wohnsituation der Arbeiter berichtet. So sind diese in Sammelunterkünften außerhalb Dohas untergebracht, wo die hygienischen Bedingungen häufig unzureichend sind.
Das Organisationskomitee (OK) der Weltmeisterschaft in Katar wehrte sich Anfang November 2013 gegen die Vorwürfe und sagte, es gebe auf den Baustellen erhebliche Fortschritte, die in Medienberichten jedoch nicht erwähnt werden. Es sei eine Arbeiter-Charta verabschiedet worden, die Entwicklung von „Standards, zu denen sich alle Vertragspartner bekennen müssen“, stehe kurz vor dem Abschluss. Dabei stehe Katar in stetem Austausch mit Menschenrechtsorganisationen. Ein Ende der systematischen Menschenrechtsverletzungen durch das Kafala-System wurde mit einer Abschaffung eben jenes Systems angekündigt. Bis 2019 hatte sich an den schlechten Arbeitsbedingungen laut Amnesty International nichts geändert. Auch die Weiterführung der Bauarbeiten während der COVID-19-Pandemie in Katar wurde von Amnesty International kritisiert. Die Internationale Arbeitsorganisation (ILO) attestierte hingegen eine Verbesserung der Arbeitsbedingungen während der Pandemie. Wenige Tage nach einem Bericht von Human Rights Watch über die Lebenssituation von Arbeitsmigranten in Katar im August 2020 beschloss Katar Arbeitsmarktreformen. So wurden Mindestlöhne eingeführt und ausbleibende Lohnzahlungen unter Strafe gestellt. Auch das Kafala-System wurde abgeschafft.
Der Internationale Gewerkschaftsbund (IGB) ging nach Einschätzungen aus den Jahren 2013 und 2015 davon aus, dass bis zur Fußballweltmeisterschaft 2022 etwa 4000 Arbeiter auf den Baustellen dieses Projektes sterben würden, wenn die Führung Katars nichts an der unerträglichen Situation der Arbeitsmigranten Asiens ändert.
Online-Umfragen von Der Spiegel (aus dem Jahr 2021) und WDR ergaben, dass aufgrund der Menschenrechtsverletzungen in Katar, einschließlich der Behandlung von Arbeitsmigranten, 54 % bzw. 65 % der Deutschen für einen Boykott der Weltmeisterschaft in Katar sind. Jedoch ermittelte eine Umfrage von European Football Benchmark, dass nur 23 % der Deutschen für einen Boykott sind und 34 % der Ansicht sind, dass die Weltmeisterschaft aufgrund von Menschenrechtsverletzungen nicht in Katar stattfinden sollte.
Im Zusammenhang mit der Austragung der FIFA WM 2022 protestierten der Osnabrücker Künstler Volker-Johannes Trieb sowie die Verbände AWO International und AWO Bezirk Westliches Westfalen vor der FIFA-Zentrale in Zürich im April 2022 gegen die menschenverachtenden und grausamen Bedingungen der Arbeitsmigranten in Katar.
Siehe auch: Fußball-Weltmeisterschaft 2022 – Menschenrechtslage